# خلیج ماریا پرونچیشچوا
خلیج ماریا پرونچیشچوا (روسی: Бухта Марии Прончищевой) یک خلیج در شمال سرزمین کراسنویارسک کشور روسیه است.